# Adrepsa stilboides
Adrepsa stilboides là một loài bướm đêm thuộc phân họ Arctiinae, họ Erebidae.